# Gà trụi lông

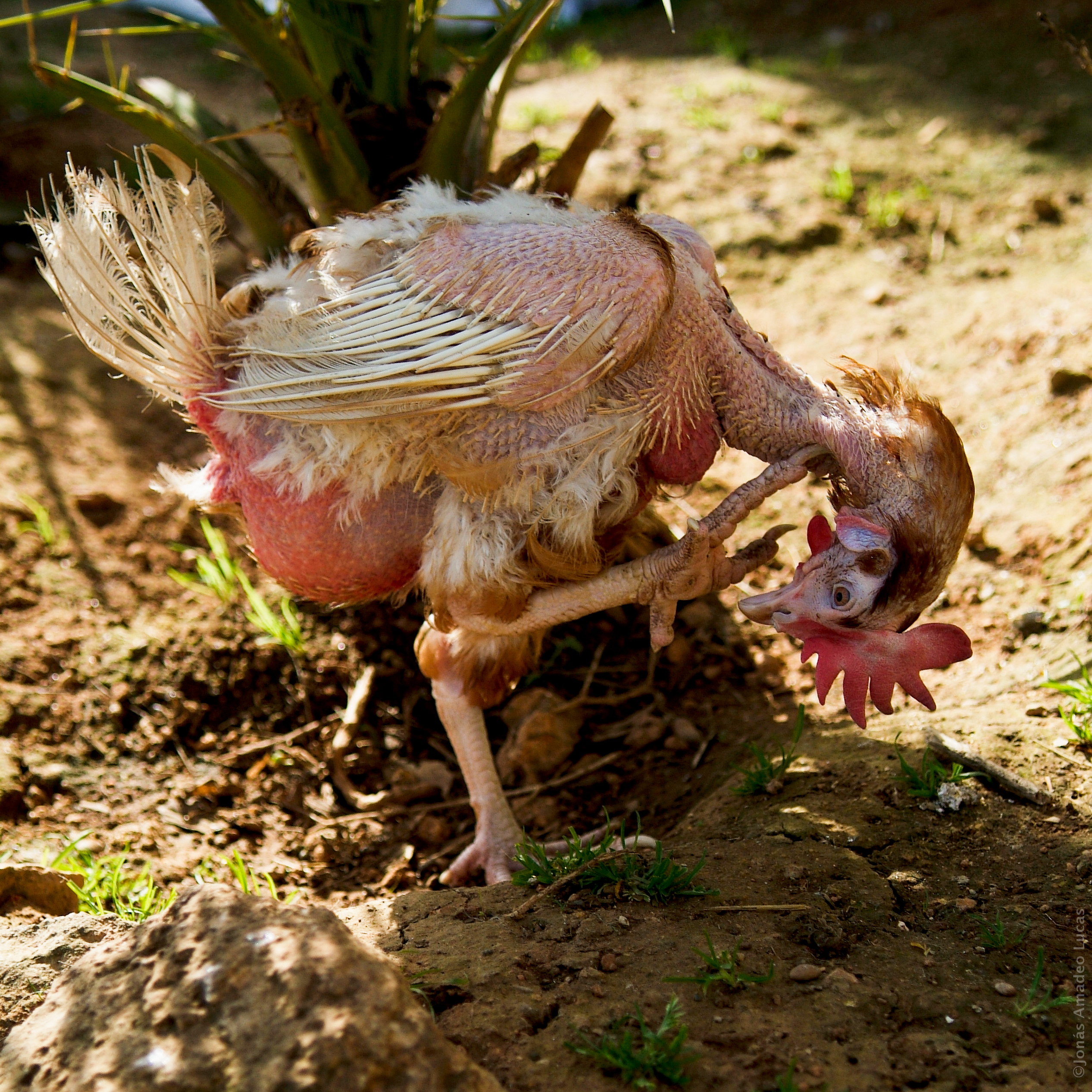
Một con gà trụi lông

Gà trụi lông (tiếng Anh: Featherless chicken hay Naked chicken) là một biến thể gà được lai tạo có nguồn gốc từ Đại học Do Thái ở Israel. Đây là giống gà do các nhà khoa học Israel mới lai tạo được với mục đích thích nghi với khí hậu nóng của Israel. Gà trụi lông được tạo ra bởi một nhóm các nhà khoa học của Israel, với mục đích hoàn thiện hơn ngành chăn nuôi gia cầm của đất nước này. Giáo sư Avigdor Cahaner, nhà di truyền học người Israel là người đã tạo ra giống gà trụi lông đầu tiên trên thế giới. Ông tiến hành nghiên cứu cùng các đồng nghiệp tại khoa di truyền học, Viện Khoa học Nông nghiệp Rehovot, Israel.

## Đặc điểm
Đây là giống gà trần trụi, không lông, Nó giống hệt con gà bình thường ngoại trừ việc nó không có lông. Hơn nữa, những con gà này sẽ phát triển rất nhanh vì nó không cần tốn năng lượng để mọc lông. Gà trụi lông sẽ dễ dàng sống thoải mái và người nuôi không phải tốn nhiều tiền trang bị hệ thống làm mát ở các trang trại. Mục đích của họ là tạo ra giống gà tiện lợi và hiệu quả có thể tiết kiệm được khoản tiền trang bị hệ thống làm mát ở những nước nhiệt đới, vì nó không có lông nên sẽ tiết kiệm một khoản chi phí kha khá ở các nhà máy chế biến, lai tạo từ một giống gà tự nhiên không có lông được biết tới từ 50 năm qua.
Ngoài ra, mọi dinh dưỡng con gà ăn vào sẽ được chuyển hóa thành thịt, không phải chi cho việc mọc lông, vì thế gà sẽ lớn nhanh hơn. Lai tạo giữa một giống gà thường và một giống gà đặc biệt trụi lông ở cổ. Loại gà này không hề bị biến đổi gen, họ chỉ lựa chọn những con gà ít lông, rồi cho lai tạo dần để tạo ra những lứa gà không lông này. Những lợi ích khi gà không có lông thể hiện rõ ở việc mọc lông tốn rất nhiều dinh dưỡng, và khi gà không mọc lông, chúng sẽ tăng trưởng nhanh hơn, và cũng ăn ít hơn những con gà bình thường. Chúng sống rất thoải mái ở vùng có khí hậu nóng, việc không có lông sẽ giúp cơ thể mát mẻ hơn khi nhiệt độ ngoài trời tăng lên cao. Việc không cần đầu tư hệ thống làm mát chuồng trại sẽ giúp các chủ trang trại tốn ít vốn hơn, và do đó giá gà bán ra thị trường sẽ ổn định ở mức vừa phải. 

## Phản đối
Tuy nhiên giống gà này khi lai tạo cũng vấp phải các ý kiến phản đối: Những chuyên gia về gia cầm phản đối nghiên cứu này thì cho rằng một con gà không lông sẽ khó mà có sức khỏe tốt. Con đực khi trụi lông sẽ không đạp mái được, vì nó không thể vỗ cánh để giữ thăng bằng khi leo lên lưng con gà mái.Bên cạnh đó, gà trụi lông dễ bị các bệnh về da, ký sinh trùng dễ tấn công gà hơn. Muỗi có thể thoải mái hút máu đàn gà. Và da gà cũng dễ bị cháy nắng hơn. Một số nhà bảo vệ động vật nói rằng, việc thay đổi này sẽ tác động không tốt đến chúng. Gà trống sẽ không thể giao phối vì nó không có lông để vỗ cánh giữ thăng bằng. Điều này sẽ ảnh hưởng đến khả năng sinh sản. Thêm nữa, vì chúng không có lông nên dễ bị mắc các bệnh ngoài da, muỗi dốt, cháy nắng

## Thông tin khác
Chú gà Hao Mao 5 tháng tuổi bỗng dưng nổi tiếng khắp thị trấn Lao Sơn, tỉnh Sơn Đông, Trung Quốc vì trên người không có một sợi lông, đó là con gà không có lông duy nhất trong trang trại của người chủ này. Có lẽ vì sự khác biệt của mình nên nó thường bị những con gà khác ức hiếp. Hao Mao sau khi nó nở ra được 10 ngày mà không có một sợi lông. Hao Mao lớn rất chậm, nó nặng chưa tới một kg, trong khi những con gà khác cùng lứa nặng từ hai tới ba kg. Một số khách hàng tới đây chỉ để chiêm ngưỡng Hao Mao và chụp hình với nó. Có nhiều người trả giá rất cao để có được nó nhưng bị từ chối.